# Phoenicagrion karaja
Phoenicagrion karaja – gatunek ważki z rodziny łątkowatych (Coenagrionidae).